# فرح الهادی
فرح الهادی (۷ فوریهٔ ۱۹۹۵) بازیگر کویتی است. او مدرک لیسانس در رشتهٔ بازاریابی دارد. فعالیت هنری خود را از سال ۲۰۰۸ با سریال «ترس پس از نیمه‌شب» آغاز کرد. از آن هنگام در سریال‌های بسیاری نقش آفریده است. او خواهر شوق الهادی است. همچنین در تعدادی از کارهای تئاتری نیز شرکت داشت. علاوه بر بازیگری، به یکی از معروف‌ترین بلاگرهای خلیجی در اینستاگرام تبدیل شده است.

## زندگی و پیشه
فرح سعد فرحان هادی زادۀ ۷ فوریهٔ ۱۹۹۵ است. او خواهر بازیگر شوق الهادی است. همچنین، گویندگان عبیر و حنان جابر، دخترعموهای او هستند. پدر و مادر فرح الهادی در کودکی او از هم جدا شدند و او از پنج سالگی پدرش را ندیده است. او توسط مادرش بزرگ شده است. مدرک لیسانس در رشته بازاریابی دارد.
در کودکی پدرش یک بار خواهرش شوق را از پنجره بیرون انداخت، در حالی که او در مهدکودک بوده و در خانه کنارش نبوده است. مادرش نیز در حالی که شوق را باردار بود، مورد سوء قصد از سوی پدرش قرار گرفت. پدرش ۴۰ ضربه چاقو به او زد، اما او زنده ماند. مادرش بعداً از پدرش که زندانی بود، جدا شد. با این حال، آنها به ملاقاتش می‌رفتند و او هر بار، از کردهٔ خود اظهار پشیمانی و ندامت عمیق می‌کرد. او اظهار می‌داشت که هیچ خاطره‌ای از این وقایع نداشت، زیرا به دلیل مصرف مواد مخدر هوشیاری کامل نداشته است. مادرش پس از دو سال و نیم حبس پدرش، از حقوق خود در پرونده علیه او گذشت و همین امر منجر به آزادی او شد. مادرش برای اینکه پدر از اشتباهش درس بگیرد و دیگر آن را تکرار نکند، اصرار به زندانی شدن او داشت. شوق همچنین تأکید کرده که پدرشان پس از آزادی یک بار به آنها سر زده و سپس کاملاً ناپدید شده است.  پدرش آنها را در سنین پایین رها کرده بود و این مانع از هرگونه احساس ارتباط بین آنها می‌شد. اما سال‌ها بعد، شوق به همراه خواهرش فرح تصمیم می‌گیرد به دیدن پدرش برود، در حالی که او دچار سکتهٔ مغزی شده و قادر به صحبت کردن نبود. فرح تأیید کرد که پدرش را با وجود درد ناشی از سال‌های طولانی جدایی بخشیده است؛ او اضافه کرد که اختلاف بین پدر و مادرش سال‌ها پیش تمام شده است و لحظه‌ای را که پدرش مادرش را دید و سرش را بوسید، لحظه‌ای بسیار تأثیرگذار توصیف کرد. گرچه شوق و فرح الهادی تجربیات متفاوتی با والدین خود داشتند، اما رابطهٔ پیچیده آن دو با آنها، دردهای روانی مشترک زیادی داشت. در حالی که شوق از خشونت فیزیکی و کمبود محبت والدین رنج می‌برد، فرح از سنین پایین خود را در معرض جدایی والدین و دوری از او می‌دید. با وجود تفاوت در تجربیات، هر دو خواهر با چالش‌های شدید عاطفی و روانی روبرو شدند که به‌طور قابل توجهی بر زندگی آنها تأثیر گذاشت.
او اولین کار هنری خود را در سال ۲۰۰۷ میلادی با شرکت در سریال «بعد از میان ترس» با تهیه‌کنندهٔ کویتی، فجر السعید، آغاز کرد که به‌طور اتفاقی رخ داد. او از زمان ورود به عرصهٔ هنر، در بسیاری از آثار تلویزیونی از طریق چندین سریال میراثی ظاهر شده است. فعالیت هنری خود را با حضور در مقابل هنرمندان و کارگردانان مشهور آغاز کرد. نقطهٔ عطف او با کارگردانی غافل فاضل در سریال «ترس پس از نیمه شب» بود، جایی که فرح نقش دختری را بازی کرد که به دلیل مشکلات مداوم والدینش از مشکلات روانی رنج می‌برد. فرح در سریال «شب عید» به کارگردانی حسین ابل، حضوری چشمگیر در نقش خود داشت. به همین ترتیب، بازی او در سریال «شب‌زنده‌دار» به کارگردانی محمد دحام الشمری که از تلویزیون ابوظبی پخش شد، توجهات را بیش از پیش به او جلب کرد.
فرح الهادی سریال‌های زیادی را در تلویزیون خلیج ارائه داده، از جمله: «و سرنوشت چنین خواست» (۲۰۰۸)، «نقره‌ای، قلبش سفید» (۲۰۰۸)، «فرو ریختن نقاب‌ها» (۲۰۰۸)، «نامه‌هایی از صدف» (۲۰۰۹)، «مخرب» (۲۰۰۹)، «نهنگ‌ها و گرگ‌ها» (۲۰۱۰)، «شب‌زنده‌دار» (۲۰۱۰)، «خانهٔ تسخیرشده» (۲۰۱۰)، «شب عید» (۲۰۱۰)، «امیمه در پرورشگاه» (۲۰۱۰)، «دختران دبیرستانی» (۲۰۱۱)، «درد پیروزی» (۲۰۱۱)، «امشب، شب من است» (۲۰۱۲)، «خوابگاه دختران» (۲۰۱۳)، «ملافع» (۲۰۱۳)، «زخم سال‌ها» (۲۰۱۴)، «تورا بورا» (۲۰۱۵)، «در آرزو» (۲۰۱۵)، «حال منایر» (۲۰۱۵)، «در هر زمان بود» (۲۰۱۷)، «از زمین‌هایت خسته شدم» (۲۰۱۷)، «بو طبیع اسیل» (۲۰۱۷)، «رؤیاپردازان» (۲۰۱۷)، «سخن زرد» (۲۰۱۸)، «سلامت باشی» (۲۰۲۰)، «میان دو دستانت» (۲۰۲۱).
فرح الهادی همچنین در طول دوران فعالیت هنری خود، آثار تئاتری موفق زیادی ارائه داده است. از برجسته‌ترین آثار او می‌توان به موارد زیر اشاره کرد: «باند عزوز» (۲۰۱۰)، «دنیای اُز» (۲۰۱۴)، «ملکه» (۲۰۱۷)، «ماما نانا» (۲۰۱۷)، «خفاش‌ها» (۲۰۱۸). فرح الهادی سابقهٔ بازی در فیلم‌های محدودی را دارد، از جمله نقشی در فیلم «هامه» محصول سال ۲۰۱۷.

## زندگی شخصی
پس از یک دوستی قومی که فرح الهادی و عقیل الرئیسی را به هم رساند، آنها در ۲۰ نوامبر ۲۰۱۷ پس از یک دورهٔ نامزدی بود، ازدواج کردند و مراسم عروسی آنها در شب سال نو، ۳۱ دسامبر ۲۰۱۷ برگزار شد. . فرح الهادی در دوران ازدواجش با عقیل الرئیسی دچار سقط جنین شد، اما پس از نزدیک به پنج سال زندگی مشترک بدون فرزند، در ۱۵ اوت ۲۰۲۳ پسرش، آدم، را به دنیا آورد. در ۹ دسامبر ۲۰۲۴، دومین فرزندشان، نوح، به دنیا آمد.
فرح الهادی جراحی‌های پلاستیک زیادی انجام داده است، تأیید کرد که برخی از موارد را در ظاهر خود تغییر داده است زیرا از آنها راضی نبوده است، اما او فقط به بوتاکس، فیلر و تکنیک‌های زیبایی مشابه متوسل شده است. او همچنین رژیم غذایی سختی را پشت سر گذاشت که از طریق آن وزن زیادی از دست داد و تغییرات دیگری در چهره‌اش ایجاد شد.